# Lage (Baixa Saxônia)
Lage é um município da Alemanha localizado no distrito de Grafschaft Bentheim, estado de Baixa Saxônia.
Pertence ao Samtgemeinde de Neuenhaus.